# Quercus motuoensis
Quercus motuoensis är en bokväxtart som beskrevs av Cheng Chiu Huang. Quercus motuoensis ingår i släktet ekar, och familjen bokväxter. Inga underarter finns listade.